# رقص تریلر زندان فیلیپین

زندانیان در حال بازسازی نماهنگ تریلر مایکل جکسون در ویدئویی که در یوتوب منتشر کردند.

در ماه آوریل ۲۰۰۷ میلادی، فیلمی از رقص دسته‌جمعی زندانیان یکی از امنیتی‌ترین زندان‌های فیلیپین در وبگاه یوتوب بارگذاری شد. در این فیلم ۴ دقیقه‌ای، زندانیان زندان ایالت سبو که اغلب آنان جنایتکارانی باسابقه و خطرناک بودند، با آهنگ «تریلر» اثر مایکل جکسون به بازسازی نماهنگ تریلر پرداختند.
این ویدئو به سرعت در یوتوب پربازدید شد و باعث معروفیت این زندان در سطح جهانی شد.
ایدهٔ این رقص توسط بارون اف. گارسیا، رئیس زندان شکل گرفت. گارسیا در ابتدا برای خوب نگه‌داشتن روحیه و سلامت فیزیکی زندانیان ایدهٔ ورزش را مطرح کرد و سپس موسیقی و رقص نیز به آن اضافه شد. زندانیان با چندین آهنگ به رقص پرداختند و گارسیا از آن‌ها فیلم‌برداری کرد. او سپس رقص زندانیان با آهنگ «تریلر» مایکل جکسون را در وبگاه یوتوب قرار داد. این ویدئو تا ۱۲ فوریه ۲۰۱۲ بیش از میلیون بازدیدکننده در یوتوب داشته و یکی از پربیننده‌ترین ویدئوهای اینترنت است به صورتی که در زمان اوج‌اش، هفته‌ای بیش از ۳۰۰٬۰۰۰ بازدید کننده داشت. در ویدئو، نزدیک ۱٬۵۰۰ نفر از زندانیان که حتی برخی از آنان به جرم قتل، حبس ابد بودند به بازسازی رقص مردگان مایکل جکسون در نماهنگ تریلر پرداختند. Crisanto Nierre، یکی از هواداران جکسون، نقش او را در این نمایش بازی می‌کرد و Wenjiel Resane، نقش دوست‌دختر جکسون را بازی کرد.